# Aloe ciliaris
Aloe ciliaris és una espècie de planta del gènere Aloe de la família de les asfodelàcies. És endèmica d'Àfrica, especialment de les regions de Sud-àfrica.

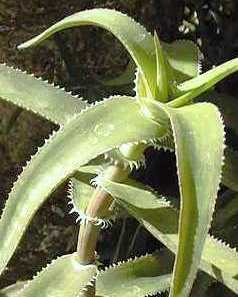
Detall de les fulles dentades

## Descripció
És una planta enfiladissa que pot arribar a mesurar els 10 m de longitud. Les llargues tiges tenen uns 8-12 mm de diàmetre i les fulles es troben disposades en espiral i són de color verd, coriàcies, suculentes, lineals i lanceolades, de 50 a 150 mm de longitud i de 10 a 30 mm d'ample amb marges amb dents blancs. Les inflorescències són simples en raïms ascendents de 150 a 300 mm de longitud en branques terminals i raïms de 50 a 120 mm de longitud. Les flors són tubulars de color taronja i els fruits són càpsules oblongues.

## Distribució i hàbitat
Es distribueix pel Cap Oriental al garbuix de vegetació d'Uitenhage, on es troben al sud, fins a la boca del riu Kei al nord-est. Les plantes estan sovint limitades a les valls dels rius secs. Creixen a matollars espinosos dominats per les plantes suculentes. El seu hàbitat varia des de la terra plana fins a zones rocoses. Tenen les tiges ascendents i poc ramificades a escala de l'espessor del dosser, i la producció dels seus vistosos raïms generalment s'estén a ple Sol. Suporta clima sec i calent, i gelades molt lleugeres o absents. Les precipitacions són principalment durant els càlids mesos d'estiu i oscil·la entre els 500 i 600 mm per any. Els hiverns són secs, però amb ocasionals fronts freds de pluja.

## Taxonomia
Aloe ciliaris va ser descrita per Adrian Hardy Haworth i publicada a Philos. Mag. J. 67: 281 (1825).

### Etimologia
- Aloe: nom genèric d'origen molt incert: podria ser derivat del grec άλς, άλός (als, alós), "sal" - donant άλόη, ης, ή (aloé, oés) que designava tant a la planta com al seu suc - a causa del seu gust, que recorda a l'aigua del mar.[6] D'aquí va passar al llatí ălŏē, ēs amb la mateixa acceptació, i que, en sentit figurat, significava també "amarg". S'ha proposat també un origen àrab, alloeh, que significa "la substància amarga brillant"; però és més probable un origen complex a través de l'hebreu ahal (אהל), freqüentment citat a texts bíblics.[7][8]
- ciliaris: epítet llatí que significa "de serrells peluts".[9]

#### Sinonímia
- Aloe ciliaris var. ciliaris
- Aloe ciliaris var. flanaganii Schönland[10]